# Arctoperlaris
Els arctoperlaris (Arctoperlaria) són un subordre de plecòpters, que conté 12 famílies, principalment a l'hemisferi nord, exceptuant a la Notonemouridae, exclusiva de l'hemisferi sud.

## Distribució
Vegeu la distribució per tàxon.